# پولانگتسا-زدروی
پولانگتسا-زدروی (به لهستانی:  Polanica-Zdrój) یک منطقهٔ مسکونی در لهستان است که در شهرستان کووزکو واقع شده‌است. پولانگتسا-زدروی ۱۷٫۲۲ کیلومتر مربع مساحت و ۶٬۹۰۰ نفر جمعیت دارد.

## خواهرخوانده
شهر تلگته خواهرخواندهٔ پولانگتسا-زدروی هست.